# Murat Akşit
Murat Akşit (* 2. Januar 2002 in Istanbul) ist ein türkischer Fußballtorhüter.

## Karriere

### Verein
Akşit kam in Pendik, einem Istanbuler Stadtteil, zur Welt. Hier begann er mit dem Vereinsfußball in der Jugend von Dolayoba Dumlupinarspor und spielte dann für die Nachwuchsabteilungen seines Bezirksvereins Pendikspor.
Im August 2018 erhielt er einen Profivertrag und gab am 4. Mai 2019 in der Drittligabegegnung gegen Kahramanmaraşspor sein Profidebüt.
Zur Saison 2019/20 wurde er an den Erstligisten Yeni Malatyaspor abgegeben.

### Nationalmannschaft
Akşit startete seine Länderspielkarriere im Februar 2012 mit einem Einsatz für die Türkische U-17-Nationalmannschaft.